# I Told Sunset About You
Plae Rak Chan Duai Chai Thoe (tiếng Thái: แปลรักฉันด้วยใจเธอ; RTGS: Plae Rak Chan Duai Chai Thoe, tạm dịch Giải mã tình yêu anh bằng trái tim em), tên quốc tế tiếng Anh là I Told Sunset About You / I Promised You the Moon (tạm dịch: Anh đã kể hoàng hôn về em / Anh đã hứa cho em Mặt Trăng), là loạt phim truyền hình Thái Lan 2020 thể loại lãng mạn, chính kịch tuổi mới lớn của xưởng phim Nadao Bangkok, với sự góp mặt của Putthipong Assaratanakul (Billkin) và Krit Amnuaydechkorn (PP), và được phát hành thành hai phần, mỗi phần 5 tập phim. Bộ phim kể về hai học sinh trung học Teh và Oh-aew và khai thác mối quan hệ của họ khi phải đối đầu với những vấn đề của tuổi mới lớn và đến bên nhau trong phong cảnh đậm chất miền Nam Thái Lan.
Phim được bắt đầu phát triển từ tháng 12 năm 2019, nhưng chỉ được bắt đầu quay phim từ tháng 7 năm 2020 do đại dịch COVID-19.  Nó được phát hành trên nền tảng trực tuyến Line TV, công chiếu mỗi thứ 5 vào 20:00 giờ từ ngày 22 tháng 10 đến 19 tháng 11 năm 2020, và được phân phát ngoài Thái Lan trên trang web Vimeo. Loạt phim đã được đón nhận nồng nhiệt, và được đề cao kịch bản, lối diễn xuất, và thuật quay phim.  Loạt phim được kèm theo với một loạt phim tài liệu hậu trường, cùng với một số bài hát và video nhạc nguyên tác nhằm quảng bá loạt phim.
Phần 2 ra mắt từ ngày 27 tháng 5 năm 2021. Một đoạn phim giữa kỳ, dài 14 phút, ra mắt ngày 20 tháng 5 năm 2021, làm cầu nối giữa hai phần.

## Tóm tắt nội dung
Phần 1 của loạt phim nói về mối quan hệ giữa Teh và Oh-aew, hai cậu học sinh sống tại Phuket từng là bạn thân từ nhỏ nhưng do một xích mích đã không còn nói chuyện với nhau nữa. Câu chuyện diễn ra vào năm cuối trung học, khi họ gặp lại nhau tại một trường luyện thi tiếng Trung để ôn thi vào đại học. Họ trở thành đối thủ, nhưng rồi làm lành và tiếp nối mối quan hệ khi Teh dạy kèm Oh-aew cho bài thi tiếng Trung sắp tới. Hai người ngày càng thân thiết, mối quan hệ dần vượt lên trên mức tình bạn. Mối quan hệ này cũng gặp nhiều thử thách khi Teh cố gắng tìm cách lý giải cảm xúc của chính mình.
Teh và Oh-aew sống trong tình yêu thương của gia đình và bạn bè, nhưng cũng phải đối đầu với những cảm xúc mâu thuẫn đối với họ. Gia đình Teh là người Thái gốc Hoa; cậu sống với mẹ và người anh tên Hoon, và có cô bạn thân tên Tarn.  Oh-aew cũng sống với cha mẹ cậu, người điều hành một khu resort trên đảo, và chơi thân với Bas, người mới tham gia nhóm bạn chung của Teh và O-aew là Mod, Kai và Phillip.
Phần 2 của câu chuyện tiếp tục sau khi họ bước vào đại học, khi hai nhân vật chính đã bắt đầu hẹn hò. Loạt phim khai thác mối quan hệ của họ khi phải thích nghi cuộc sống mới với vai trò sinh viên ở Bangkok.

## Sản xuất

### Thai nghén
Loạt phim được thai nghén sau khi loạt phim trước đó của Nadao Bangkok là My Ambulance kết thúc vào tháng 10 năm 2019. Một cặp đôi phụ trong loạt phim do Putthipong và Krit thủ vai đã nhận được một lượng lớn người hâm mộ, đặc biệt là trong giới ship cặp đôi, và đạo diễn của My Ambulance là Naruebet Kuno từng có ý định cho họ đóng vai chính trong một phần tiếp của loạt phim, nhưng đã bỏ dở vì không phù hợp trong câu chuyện trước đó. Thay vào đó, ông tạo ra một câu chuyện mới dựa theo đề tài mà ông muốn khai thác – mối quan hệ giữa hai chàng trai tuổi teen. Ông trình bày ý tưởng của mình cho các nhà sản xuất và giám đốc của Nadao là Songyos Sugmakanan và Kriangkrai Vachiratamporn; hai người nhất trí rằng một câu chuyện về tuổi mới lớn đơn giản sẽ là một sự thay đổi nhịp độ mới lạ từ loạt phim My Ambulance kỳ ảo. Đề án được đề cử đến Line TV, và họ đã háo hức cộng tác sản xuất với Nadao Bangkok và nhanh chóng đồng ý hỗ trợ tài chính cho dự án. Phim trở thành loạt phim nguyên tác thứ tư của Nadao cho Line TV.
Loạt phim được phát triển như một phần của một dự án mà Nadao đặt tên là "BKPP Project", một phương án quảng bá xoay quanh hai diễn viên chính, đặt tên theo biệt danh của hai người là Billkin và PP. Cùng với loạt phim, Nadao cũng dự kiến phát hành một số đĩa đơn âm nhạc và một loạt phim tài liệu hậu trường, và tổ chức một cuộc gặp mặt với những người hâm mộ. Loạt phim được dự kiến là câu chuyện gồm 10 tập, đi theo tiến triển của mối quan hệ của các nhân vật từ thuở học trò đến thời sinh viên. Kriangkrai đã đưa ý tưởng chia loạt phim thành hai phần độc lập, mỗi phần gồm 5 tập.

### Phát triển

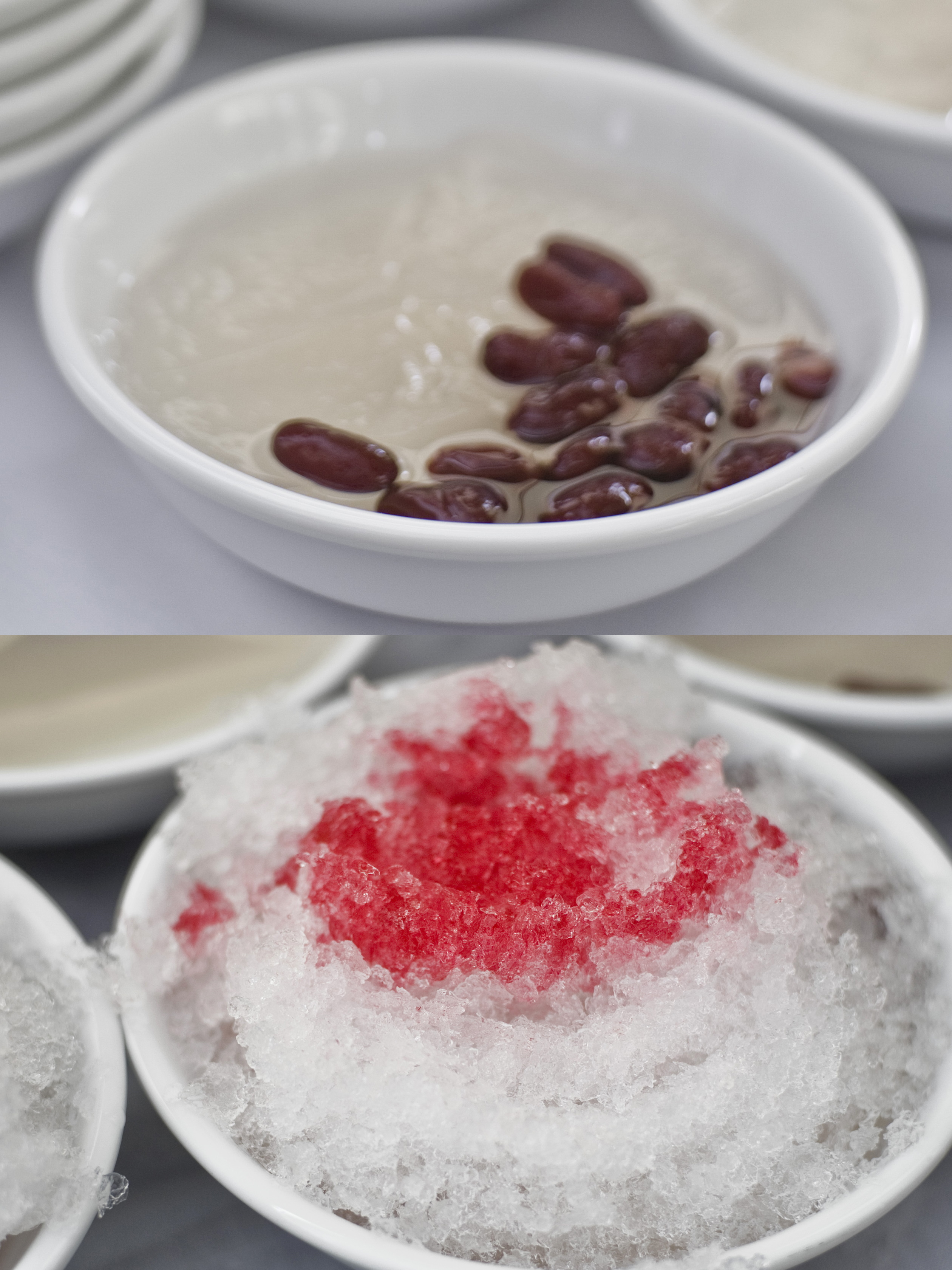
Các nhà viết kịch bản lấy cảm hứng từ ẩm thực địa phương của Phuket, và đặt tên một trong hai nhân vật chính theo một món tráng miệng làm từ đá bào là o-aew.

Phần 1 được phát triển từ tháng 12 năm 2019, với Naruebet giữ vai trò chủ đạo. Ông mời Karakade Norasethaporn và Naron Cherdsoongnern viết kịch bản; ông từng hợp tác với họ từ thời sinh viên tại Khoa Nghệ thuật Truyền thông ở Đại học Chulalongkorn. Arachaporn Pokinpakorn, một trong những đồng tác giả kịch bản với Naruebet trong My Ambulance, cũng đã tham gia đội ngũ. Dự án này là trải nghiệm viết kịch bản đầu tiên của cả Karakade lẫn Naron; Karakade trước đây chủ yếu làm tác giả và chủ bút, còn Naron là tiếp viên hàng không.
Theo cách hoạt động thường lệ của Nadao, các nhà viết kịch phỏng vấn hai diễn viên chính để góp phần phát triển kịch bản, một phần dựa các nhân vật theo tính cách của họ và lấy cảm hứng từ các kinh nghiệm của họ. Ví dụ, việc hai nhân vật gặp lại nhau tại trường dạy kèm là một tình tiết đầu phim dựa vào lúc Putthipong và Krit gặp nhau trong đời thật. Hai diễn viên đã tham gia các buổi họp ứng khẩu với các nhà viết kịch vào tháng 1 năm 2020, và dự án được giới thiệu trong tài khoản Twitter của Nadao Bangkok vào ngày 14 tháng 1.
Naruebet mường tượng hình ảnh bắt mắt cho loạt phim, và muốn quay tại một địa điểm có thể đáp ứng đòi hỏi cảnh nền này. Các nhà viết kịch từng cân nhắc dùng Ayutthaya, cũng như một số tỉnh khác, trước khi chọn Phuket, nơi có thể đáp ứng cảnh bãi biển, đồi núi, và môi trường đô thị. Với một bản thảo cho kịch bản, đội ngũ đã thực hiện các chuyến đi nghiên cứu đến tỉnh đảo miền Nam này vào cuối tháng 2. Họ lấy cảm hứng từ di sản đa văn hóa của Phuket, Kiến trúc Trung Quốc - Bồ Đào Nha, và ẩm thực địa phương, và đặt câu chuyện tại phố cổ Phuket. Một số món ăn được đề cập trong câu chuyện, trong đó có món mì Phúc Kiến bán ở quán mì của mẹ Teh và món tráng miệng o-aew, là nguồn cảm hứng cho tên của nhân vật do Krit thủ vai. Tên của hai nhân vật Teh và Hoon có nguồn từ những từ tiếng Mân Nam có nghĩa là "chè" (茶; tê) và bún (米粉; bí-hún), một trong những điều nhắc đến di sản người Phúc Kiến trong văn hóa Phuket. Văn hóa Trung Quốc cũng được nhắc đến trong suốt câu chuyện (qua tiếng Quan thoại), là một yếu tố chính trong cuộc thi vào đại học, một tình tiết trọng tâm của câu chuyện. Nhà cố vấn ngôn ngữ Suppawat Zhou đã góp phần cho tình tiết này. Sự đa dạng của Phuket cũng được thể hiện qua ngôn ngữ, với một số nhân vật sử dụng phương ngữ miền Nam tiếng Thái và "chuyển mã" giữa hai ngôn ngữ trong khi nói chuyện.

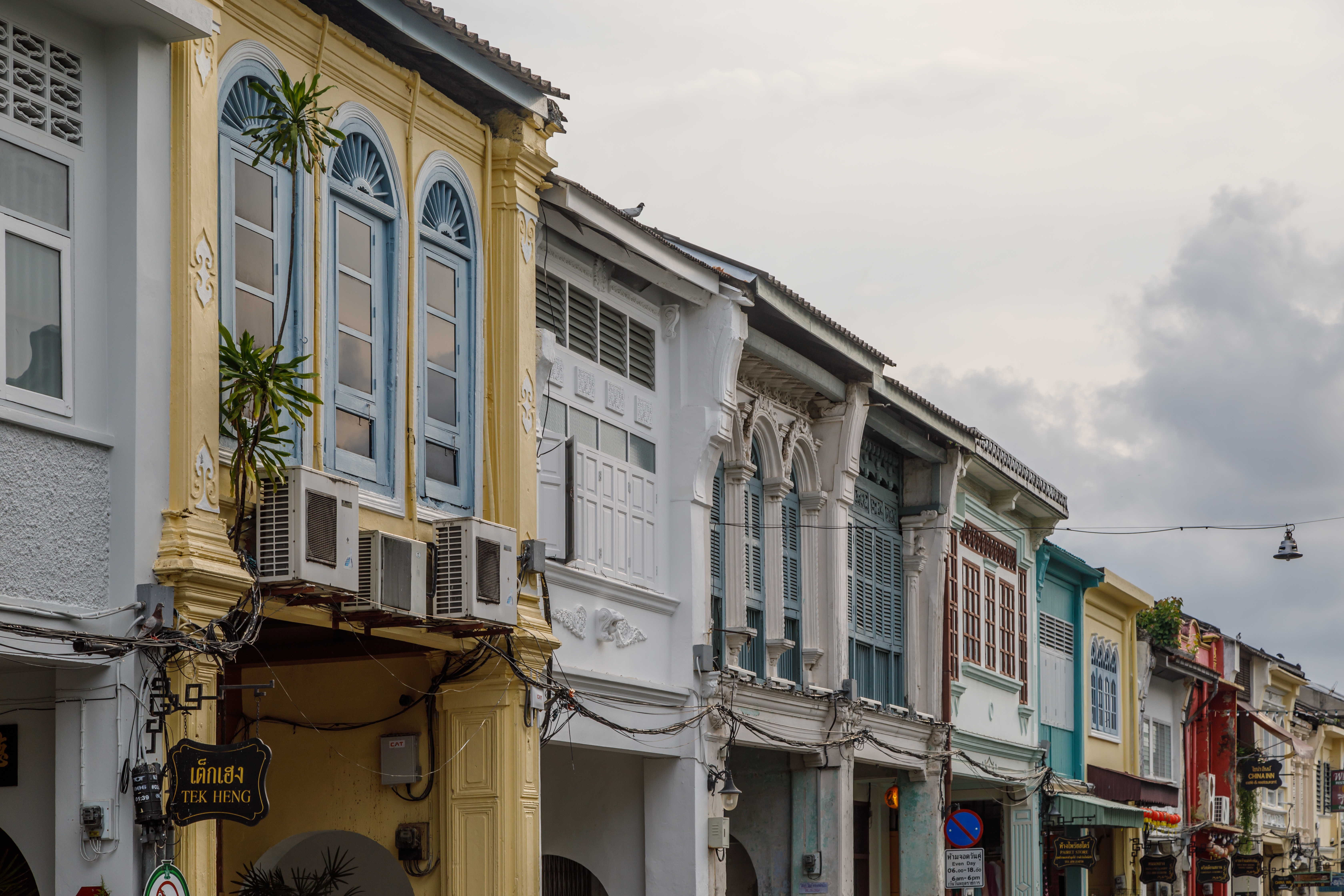
Nhiều địa điểm trong Phố cổ Phuket được đưa vào loạt phim.

Các nhà viết kịch bản đã coi loạt phim trên hết là một câu chuyện về tuổi mới lớn, và tạo ra một câu chuyện dựa theo những cuộc xung đột nội tâm của các nhân vật, qua đó họ đặt câu hỏi và học hỏi để hiểu được những cảm tưởng của mình qua các kinh nghiệm trải qua. Họ sử dụng nhiều điều tượng trưng để nâng cao câu chuyện. Ví dụ, hoa dâm bụt thường được sử dụng trong sách giáo khoa để minh họa ý tưởng một bông hoa hoàn hảo — có cả bộ phận sinh sản đực lẫn cái — và các nhà viết kịch đã sử dụng nó trong nhiều phân cảnh khác nhau để lần lượt tượng trưng nhân vật nam và nữ, trong khi đó cũng cho phép khán giả hiểu ý nghĩa ẩn dụ của hoa. Ban đầu họ dự định mỗi tập dài 40 phút, nhưng với hoài bão ngày càng tăng thêm của dự án, rốt cuộc thời lượng đã dài gấp hai.
Dự án được Line TV chính thức công bố tại sự kiện Line Nexplosion 2020 vào ngày 19 tháng 2, dưới tên gọi tạm thời là BKPP: The Series. Ban đầu, nó được dự kiến ra mắt tháng 7 năm 2020. Tuy nhiên, do tình hình đại dịch COVID-19 lây lan tại Thái Lan vào tháng 3 khi phim tới giai đoạn tiền kỳ. Sau khi một diễn viên được chuẩn đoán dương tính COVID-19, Nadao đã đóng cửa từ ngày 20 tháng 3 và chỉ thị nhân viên cách ly. Thay vì gặp mặt hằng ngày như trước, các nhà viết kịch bản làm việc bằng cách gọi điện, và dùng thời gian này để tiếp tục hiệu đính kịch bản. Một buổi đọc thử với hai diễn viên chính được tổ chức qua phương tiện Zoom ngày 24 tháng 4, rồi họ tiếp tục sửa kịch bản; tổng cộng kịch bản được phát triển trong 5+1⁄2 tháng.
Loạt phim bắt đầu giai đoạn tiền kỳ trong tình trạng cánh ly; các nhân viên phải họp mặt qua mạng và mỗi bộ phận trình bày các thành quả công việc của mình qua video. Dù đang có hạn chế đi lại, một thành viên trong đội làm phim đang sống ở Phuket nên có thể làm việc tại nơi ngoài giờ giới nghiêm.

### Phân vai
| Diễn viên                          | Vai     | Ghi chú                                        |
| ---------------------------------- | ------- | ---------------------------------------------- |
| Putthipong "Billkin" Assaratanakul | Teh     |                                                |
| Krit "PP" Amnuaydechkorn           | Oh-aew  |                                                |
| Nat Kitcharit                      | Ko Hoon | Anh trai của Teh                               |
| Parada "Smile" Thitawachira        | Tarn    | Bạn thân và sau đó là bạn gái của Teh          |
| Pongpol "Khunpol" Panyamit         | Bas     | Bạn thân của Oh-aew, người có cảm tình với cậu |
| Jirayus "Rolex" Khawbaimai         | Kai     | Bạn chung của Teh và Oh-aew                    |
| Theethat "Dream" Suk-im            | Phillip | Bạn chung của Teh và Oh-aew                    |
| Christiaan Churaporn Bos           | Mod     | Bạn chung của Teh và Oh-aew                    |

Khi đại dịch bắt đầu được khống chế, Thái Lan bắt đầu nới lỏng các hạn chế vào giữa tháng 5 và cho phép đoàn làm phim thử vai trực tiếp. Do hai diễn viên chính đã được định sẵn cho dự án, việc tìm diễn viên cho các vai phụ chủ yếu là tìm người ăn khớp với Putthipong và Krit. Công việc này được phân công cho hai đạo diễn phân vai: A-tis Asanachinda, người từng làm công việc phân vai nhiều lần cho Nadao, chịu trách nhiệm cho các vai Bas, Hoon, cũng như Teh và Oh-aew khi còn nhỏ, trong khi Nantanat Thakadkul, đồng tác giả kịch bản My Ambulance, chịu trách nhiệm cho các vai khác.
Đối với vai Hoon, Nat Kitcharit là một trong những lựa chọn đầu tiên mà A-tis đã cân nhắc vì ông đã ấn tượng với diễn xuất của anh trong vai chính trong phim App War  năm 2018. Vai Tarn và Bas thì đòi hỏi phải ăn ý hai diễn viên chính, và Tarn phải biết nói tiếng Thái phương ngữ miền Nam. Parada Thitawachira, một ca sĩ và nữ diễn viên truyền hình, được mời thử vai sau khi đoàn làm phim nhìn thấy được một video trên Facebook mà trong đó cô rap một bài hát nổi tiếng bằng phương ngữ này, và nhanh chóng được chọn. Mặt khác, đoàn làm phim gặp khó khăn tìm người đóng vai Bas cho đến khi Songyos đề xuất thử vai Pongpol Panyamit, trước đó vừa được tuyển mộ vào dự án phát triển tài năng của công ty là Nadao Academy. Pongpol chưa có kinh nghiệm diễn xuất và khác sự hình dung nhân vật của Naruebet, nhưng diễn xuất của anh đã gây ấn tượng đối với Naruebet và anh đã giành được vai.
Đoàn làm phim cũng kỹ lưỡng phân vai Teh và Oh-aew lúc nhỏ, những nhân vật đòi hỏi phải giống diễn viên trùng vai lớn tuổi hơn cũng như khả năng diễn xuất nhân vật. Pitchanan Jiemsirikarn và Inthanon Seangsiripaisarn đều chưa có kinh nghiệm diễn xuất nhưng vẫn được phân cho hai vai này. Như Pongpol, cả hai đều được khám phá trong dự án Nadao Academy. Vai bạn của Teh và Oh-aew là Kai, Phillip và Mod được lần lượt phân cho các diễn viên tuổi teen Jirayus Khawbaimai, Theethat Suk-im và Christiaan Churaporn Bos. Ngoài hai vai chính, Jirayus là diễn viên có hợp đồng với Nadao xuất hiện trong loạt phim.
Một buổi đọc thử với toàn bộ dàn diễn viên diễn ra vào ngày 2 tháng 6. Các diễn viên trải qua vài cuộc tập luyện giữa tháng 6, chủ yếu nhằm để các diễn viên chính hiểu được nhân vật của họ và nhắm vào sự tương tác giữa các cặp đôi nhân vật và nhóm. Các diễn viên chính cũng đã tập luyện với các phiên bản trẻ của mình, để họ có thể bắt chước các cử chỉ và phong cách của họ. Nhà viết kịch Arachaporn và đạo diễn phân vai Nantanat cũng làm người huấn luyện diễn xuất, cùng với Romchat Tanalappipat và những người khác.
Để chuẩn bị cho loạt phim, Putthipong và Krit học tiếng Trung, luyện tập các câu nói trong phương ngữ miền Nam, học cách chạy xe máy, và học lặn có bình khí. Putthipong cũng được đào tạo hát tuồng Trung Quốc, còn Krit giảm 10 kilôgam (22 lb) cho vai này. Kể về kinh nghiệm của họ trong vai diễn chính đầu tiên này, cả hai nói rằng họ cảm thấy có áp lực và trách nhiệm nặng nề, và cảm giác này ngày càng tăng khi phải quay liên tục. Hai người là bạn thân ngoài đời, vì thế họ cho rằng đã giúp họ nhiều trong việc diễn xuất.

### Quay phim
Một lễ cầu an được tổ chức vào ngày 4 tháng 6, đánh dấu sự kiện phim bắt đầu được sản xuất. Quay phim chính diễn ra vào tháng 7, với ba tuần tại Phuket và một số phân cảnh khác tại Bangkok. Cảnh quay phim ở Phuket bắt đầu từ ngày 1 tháng 7, luân phiên ngày quay, ngày nghỉ; trong ngày nghỉ đội ngũ quay phim lên kế hoạch những cảnh quay kế tiếp. Việc quay phim chịu ảnh hưởng lớn từ tình hình thời tiết do được diễn ra vào mùa mưa, do đó nhiều lúc đoàn làm phim phải tùy chỉnh lịch quay phim cho phù hợp. Lịch quay phim do line producer Patcharaporn Liewpairoj quản lý.
Loạt phim sử dụng nhiều địa điểm tại Phố cổ Phuket, cũng như một số địa điểm xa hơn quanh đảo. Phim được thu hình với cơ cấu hai máy quay, do đạo diễn hình ảnh Tawanwad Wanavit giám sát. Tawanwad hợp tác với Naruebet để thực thi ý tưởng chung của mình cho một tác phẩm bắt mắt, và đã dùng những màu ấm áp để tô đậm những sắc màu trong những phân cảnh, trong đó hầu hết sử dụng bảng màu làm nổi bật các màu cơ bản đỏ, lam, và lục, và cũng đã thể hiện trong các trang thục và thiết kế mỹ thuật. (Teh và Oh-aew phần lớn được lần lượt tượng trưng bằng màu lam và đỏ, thể hiện qua các trang phục của nhà thiết kế Chayanuch Savekvattana, người đang hợp tác với Nadao Bangkok lần đầu.)
Khi loạt phim tiến đến quá trình hậu kỳ, Naruebet cảm thấy một số phân cảnh thiếu yếu tố cảm động, và câu chuyện có vài chỗ khó hiểu. Ông thảo luận về vấn đề này với Songyos, khiến anh quyết định quay lại những phân cảnh đó. Sau khi kịch bản được sửa đổi và các diễn viên được đào tạo tiếp, đoàn làm phim tiếp tục quay thêm 2 tuần trong tháng 9 tại Phuket; đồng thời cũng quay các video âm nhạc cho những bài hát của phim. Phim vẫn được biên tập đến lúc loạt phim được phát hành vào tháng 10.

### Phần 2
Vì Phần 2 bắt đầu được phát triển trong lúc Phần 1 vẫn đang được sản xuất, vai trò đạo diễn được trao cho Tossaphon Riantong, người từng viết kịch bản cho một số dự án của Nadao Bangkok và công ty mẹ là GDH 559. Naruebet đổi sang vai trò nhà sản xuất cùng với Songyos. Karakade tiếp tục vai trò viết kịch bản từ Phần 1, và phát triển kịch bản cùng Tossaphon và Vasudhorn Piyaromna (Tossaphon và Vasudhorn từng cộng tác trong vai trò đồng tác giả kịch bản trong các loạt phim In Family We Trust và Bad Genius: The Series). Boonyanuch Kraithong giữ vai trò đạo diễn hình ảnh. Lễ cầu an cho Phần 2 được tổ chức vào ngày 7 tháng 12.

## Phát hành

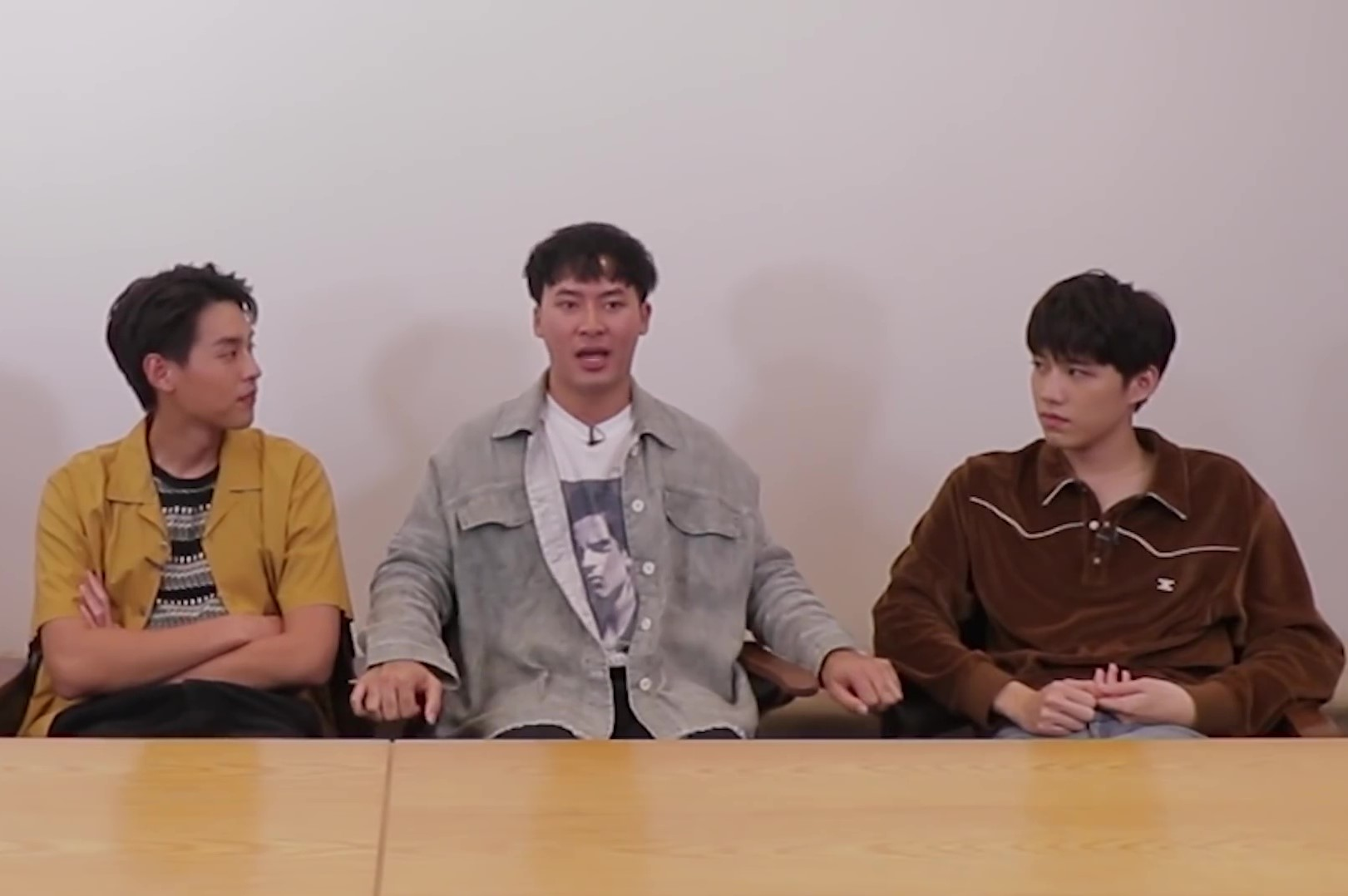
Đạo diễn Naruebet (giữa), cùng hai diễn viên chính Putthipong (trái) và Krit, tại một cuộc phỏng vấn để quảng bá loạt phim vào tháng 10 năm 2020

Tên chính thức trong tiếng Thái của loạt phim, cũng như ngày ra mắt là 22 tháng 10, được công bố tại lễ cầu an ngày 4 tháng 6. Nadao Bangkok cũng đã công bố lịch trình cho BKPP Project, công bố ngày gặp gỡ với người hâm mộ vào ngày 30 tháng 1 năm 2021 và một sự kiện chưa công bố khác vào ngày 11 tháng 3. Bài hát chủ đề "Skyline" được phát hành vào ngày 30 tháng 9, và loạt phim chính thức được công bố trong một sự kiện báo chí ngày 8 tháng 10.
Năm tập phim của Phần 1 được phát hành hàng tuần qua dịch vụ video trực tuyến Line TV (ở Thái Lan) vào lúc 20:00 giờ mỗi thứ 5, từ ngày 22 tháng 10 đến 19 tháng 11 năm 2020. Ngoài Thái Lan, chúng được phát hành qua trang web Vimeo, với giá thuê mỗi tập ban đầu là 12 USD nhưng sau đó giảm xuống còn 5,99 USD cho những tập sau.
Phần 2 của loạt phim được dự kiến phát hành vào ngày 11 tháng 3 năm 2021, được tiết lộ trong tập cuối của Phần 1, và được chính thức công bố trong một sự kiện báo chí vào ngày 21 tháng 11.

### Phim tài liệu
Theo kế hoạch của dự án BKPP, Nadao Bangkok cũng đã sản xuất một loạt phim tài liệu hậu trường để đi kèm theo mỗi tập trong loạt phim chính. Phim tài liệu cho Phần 1 gồm có 8 tập, mỗi tập 20 phút, được phát hành mỗi thứ 7 từ ngày 19 tháng 10 đến ngày 5 tháng 12 năm 2020. Phim tài liệu được Patipol Teekayuwat đạo diễn và quay phim; anh gia nhập đoàn làm phim dưới dự án Intensive Trainee của Nadao.

### Sản phẩm thương mại ăn theo
Nadao đã tạo ra một số hàng hóa ăn theo loạt phim, được dùng làm trang phục và vật dụng trong phim. Chúng được thiết kế do một đội ngũ dưới sự lãnh đạo của diễn viên Nadao Sarit Trilertvichien, người có nhãn hiệu quần áo riêng. Tựa tiếng Anh của loạt phim là I Told Sunset About You bắt nguồn từ một thiết kế mẫu in trong một áo thun mà Teh mặc trong loạt phim.

### Nhạc phim

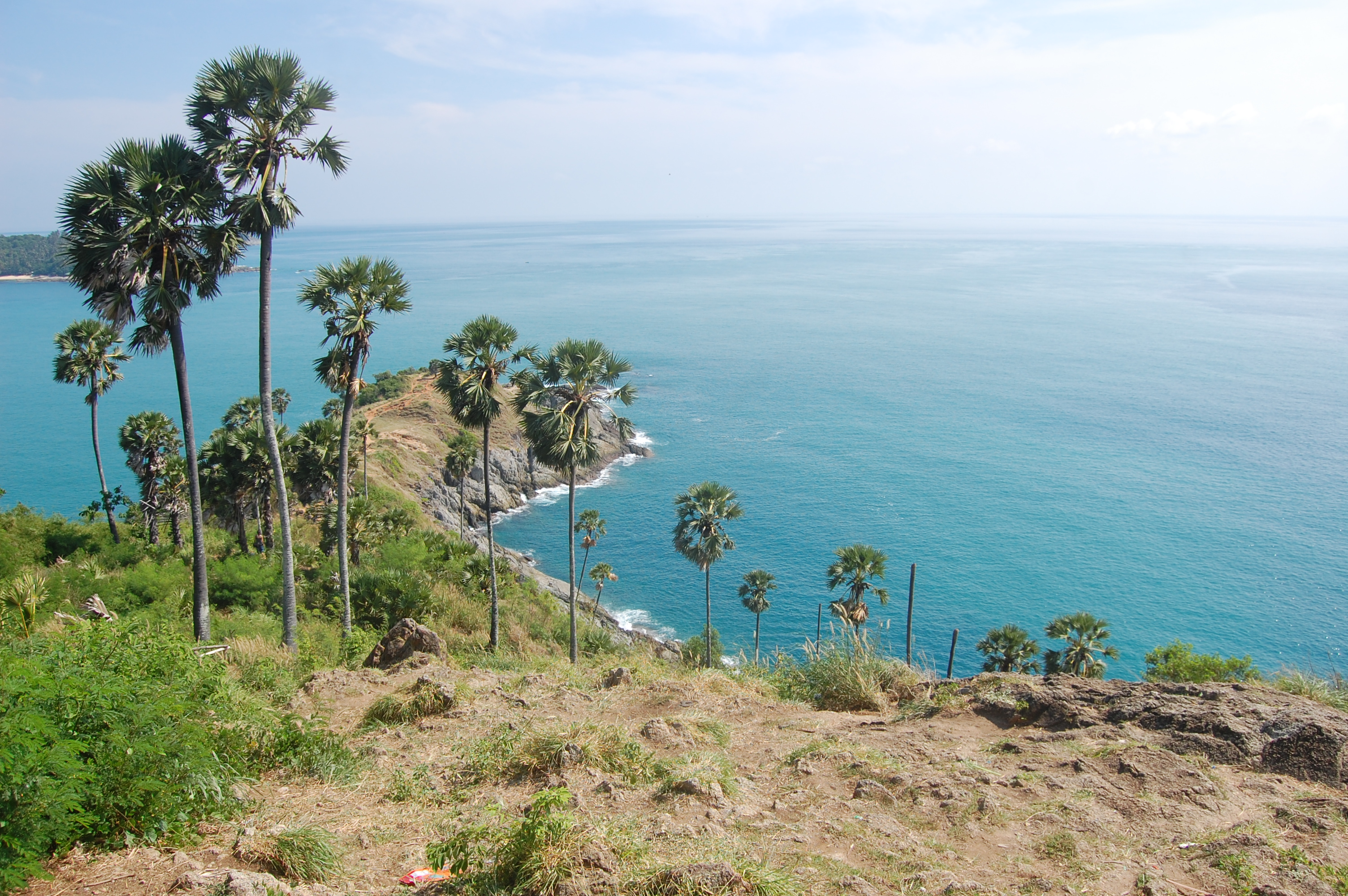
Những video âm nhạc được quay tại một số địa điểm xuất hiện trong phim, kể cả Mũi Phrom Thep, nơi diễn ra cảnh hoàng hôn được đề cập trong tựa tiếng Anh.

Phần 1 của loạt phim được kèm theo ba bài hát sáng tác gốc, được Nadao Music (hãng thu âm của Nadao Bangkok) phát hành trong sáu phiên bản qua các nền tảng truyền phát trực tuyến, với các video âm nhạc được phát hành trên YouTube. Bài nhạc chủ đề của loạt phim là "Skyline", trong tiếng Thái có tên "Kit Kan" (กีดกัน 'tách riêng'), do Putthipong biểu diễn được phát hành ngày 30 tháng 9 năm 2020. Mỗi tuần sau một tập mới thì những phiên bản khác được phát hành, với phiên bản tiếng Trung của bài "Skyline" (Rú Hé, 如何 'như hà, thế nào?') đi kèm tập 1, "Plae Mai Ok" (แปลไม่ออก 'tôi không thể giải mã') cho tập 2, và một phiên bản khác của bài "Rú Hé" do Krit hát trong tập 3. Bài thứ ba, "Khot Phiset" (โคตรพิเศษ 'thật đặc biệt'), với hai phiên bản do Putthipong và Krit hát được phát hành sau tập thứ năm.
Những bài hát này được thu âm vào tháng 8, và video âm nhạc được quay tại Phuket vào tháng 9 khi đoàn làm phim trở lại để quay lại. Songyos phân vai cho các thành viên đoàn, cho phép họ trổ tài đạo diễn. Video âm nhạc cho bài "Skyline" được đảo diễn bời nhà nhiếp ảnh của loạt phim Rinrada Pornsombutsatien và đạo diễn hình ảnh Tawanwad, "Plae Mai Ok" được đạo diễn phim tài liệu Patipol điều hành, và phiên bản bài hát "Khot Phiset" do Krit hát do đạo diễn phụ tá Watjakorn Hankoon điều hành.
Dàn bè của loạt phim được Hualampong Riddim sáng tác và do nhà điều hành của xưởng phim là Vichaya Vatanasapt biên soạn. Nadao đã phát hành 10 bài hát từ dàn bè trên YouTube sau khi Phần 1 kết thúc.
| Danh sách bài hát nhạc phim | Danh sách bài hát nhạc phim | Danh sách bài hát nhạc phim                                 | Danh sách bài hát nhạc phim | Danh sách bài hát nhạc phim |
| STT                         | Nhan đề                     | Sáng tác                                                    | Ca sĩ                       | Thời lượng                  |
| --------------------------- | --------------------------- | ----------------------------------------------------------- | --------------------------- | --------------------------- |
| 1.                          | "Kit Kan" (Skyline/กีดกัน)    | Puntapol Prasarnrajkit, Thitiwat Rongthong                  | Billkin                     | 3:37                        |
| 2.                          | "Rú Hé" (Skyline/如何)      | Puntapol Prasarnrajkit, Thitiwat Rongthong; Sichen Li (lời) | Tulanan Narasetapisarn      | 3:55                        |
| 3.                          | "Plae Mai Ok" (แปลไม่ออก)    | Atom (Chanakan Rattana-udom)                                | Billkin                     | 4:18                        |
| 4.                          | "Rú Hé" (Skyline/如何)      | Puntapol Prasarnrajkit, Thitiwat Rongthong; Sichen Li (lời) | PP                          | 3:46                        |
| 5.                          | "Khot Phiset" (โคตรพิเศษ)    | Sudkhate Jungcharoen, Achariya Dulyapaiboon                 | Billkin                     | 3:58                        |
| 6.                          | "Khot Phiset" (โคตรพิเศษ)    | Sudkhate Jungcharoen, Achariya Dulyapaiboon                 | PP                          | 3:58                        |

## Đón nhận

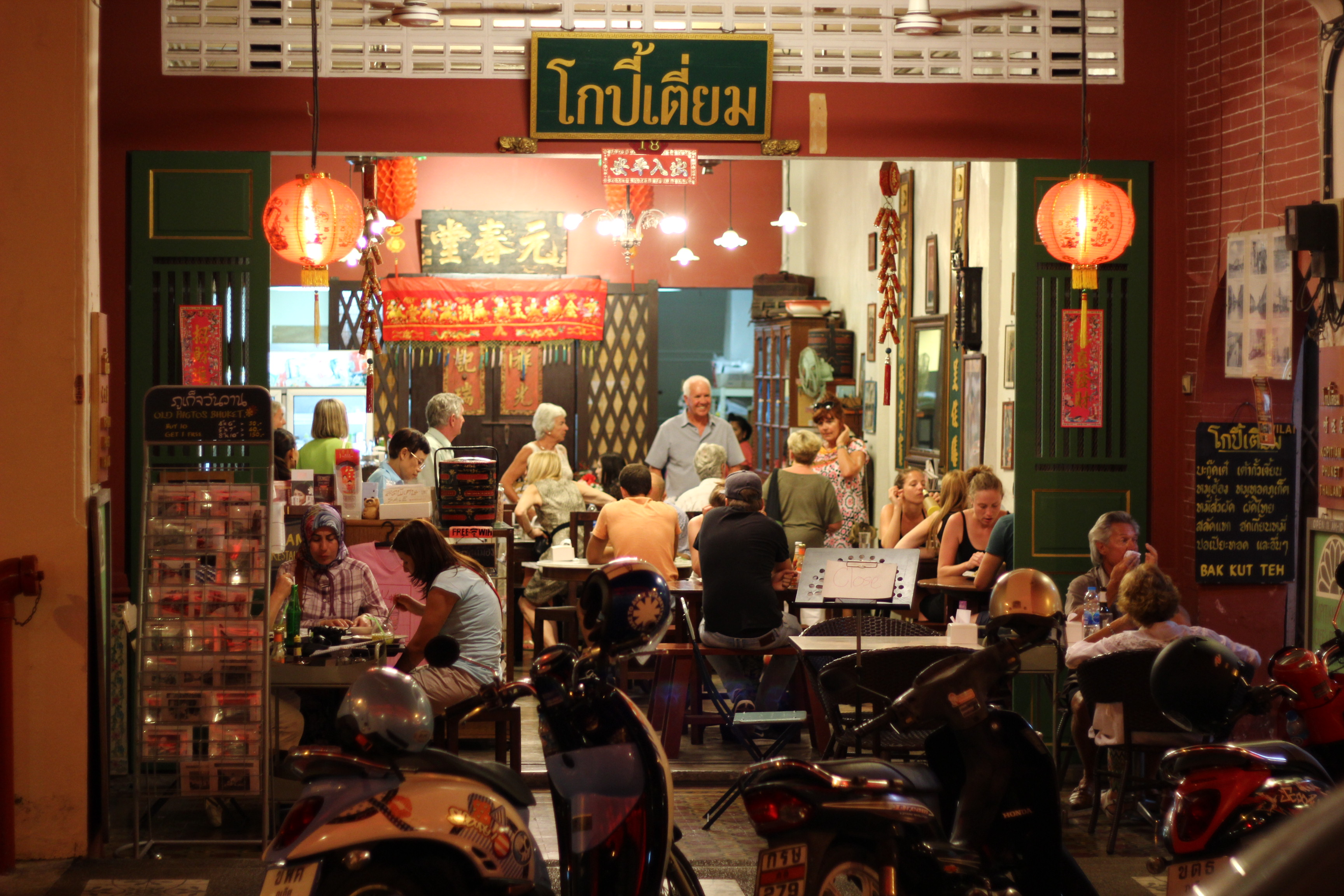
Kopitiam By Wilai (chụp năm 2014), cùng nhiều địa điểm quay khác, đã nhận được một lượng khách tăng lên sau khi loạt phim được phát hành.

Phần 1 của loạt phim nhận được sự ủng hộ nồng nhiệt từ khán giả, và khi mỗi tập mới được phát hành trong tuần thì những hashtag liên quan đến phim trở nên thịnh hành trên Twitter tại Thái Lan cũng như trên quốc tế cho những tập sau. Đây là loạt phim được nhiều người xem nhất trên nền tảng Line TV cho tháng 11 năm 2020. Nó cũng thịnh hành trên phương diện quốc tế, đặc biệt là tại Trung Quốc, nơi nói đã lọt vào danh sách đánh giá cao nhất trong website đánh giá phim Douban, với số điểm là 9,4/10.
Phim được đánh giá tích cực; các nhà phê bình đặc biệt dành lời khen cho diễn xuất của hai vai chính, cũng như kỹ thuật quay phim, được cho là đã truyền đạt được những vẻ đẹp của thành phố Phuket. Một số khán giả đã so sánh phim với Call Me by Your Name, bộ phim năm 2017 với đề tài tương tự. Các nhà phê bình cũng lưu ý đến kịch bản xúc động, và khen ngợi kịch bản về lối tiếp cận các vấn đề giới tính. Chuyên mục cuộc sống của tờ Bangkok Post viết "Có khi nhục dục, có khi đau lòng, Sunset là một bộ phim chính kịch toàn diện về tuổi mới lớn với kịch bản tốt, và thuật quay phim tuyệt đẹp tương xứng." Loạt phim đôi khi được quảng cáo là loạt phim BL đầu tiên của Nadao Bangkok, và dưới góc nhìn đó khán giả đã lưu ý đến phẩm chất ưu tú của loạt phim trong thể loại này: tờ Bangkok Post cho rằng nó "được tạo ra tốt hơn những tiền bối của nó," trong khi nhà phê bình đài ABS-CBN của Philippines miêu tả nó là một bước ngoặt trong thể loại. Những nhà phê bình khác thì cho rằng nó không đi theo những quy ước của thể loại, mà phản ánh những yếu tố của điện ảnh LGBT nhiều hơn.
Phần 2 xuất hiện trong danh sách phim boy love hay nhất năm 2021 của Teen Vogue.
Sự thịnh hành của loạt phim đã góp phần làm tăng trưởng hoạt động du lịch tại Phuket, nơi mà nền kinh tế chủ yếu dựa vào du lịch đã bị đại dịch COVID-19 tàn phá trong năm 2020. Theo Văn phòng Phuket của Cơ quan Du lịch Thái Lan, toàn tỉnh đã nhận được 59.000 du khách trong tuần lễ 10-13 tháng 12, một phần đông gồm có những người hâm mộ loạt phim. Hội Du lịch Phuket đã ghi nhận loạt phim đã góp phần tăng số du khách đáng kể, đặc biệt tại khu vực phố cổ và Mũi Phrom Thep, hai địa điểm xuất hiện nhiều lần trong phim.